# M22.3 (Servië)
De M22.3 of Magistralni Put 22.3 is een hoofdweg in het zuiden van Servië. De weg loopt van Raška naar de grens met Kosovo. In Kosovo loopt de weg als M-22.3 verder naar Mitrovicë en Pristina. De M22.3 loopt door het district Raška. 

## Geschiedenis
In de tijd dat Servië bij Joegoslavië hoorde, was de M22.3 onderdeel van de Joegoslavische hoofdweg M9. Deze weg liep van Raška naar Mitrovicë. Na het uiteenvallen van Joegoslavië en de daaropvolgende onafhankelijkheid van Servië, behield de M22.3 haar nummer in Servië.
A1 · 
M1.9 · 
M1.10 · 
M1.11 · 
M1.12 · 
M1.13 · 
A2 · 
A3 · 
A4 · 
M5 · 
M7 · 
M7.1 · 
M8 · 
M9 · 
M17.1 · 
M17.2 · 
M17.3 · 
M18 · 
M18.1 · 
M19 · 
M19.1 · 
M21 · 
M21.1 · 
M22 · 
M22.1 · 
M22.2 · 
M22.3 · 
M23 · 
M23.1 · 
M24 · 
M24.1 · 
M25 · 
M25.1 · 
M25.2 · 
M25.3